# Gerald Tucker
Gerald Myers Tucker (14 marzo 1922 – 29 maggio 1979) è stato un cestista e allenatore di pallacanestro statunitense, attivo a livello amatoriale nella AAU e coach della nazionale americana alle olimpiadi del 1956.
Ha allenato il Tucker's Team

## Palmarès

### Giocatore
- Campione AAU (1950)
- 2 volte campione NIBL (1949, 1950)

### Allenatore
- Campione AAU (1955)
- 4 volte campione NIBL (1955, 1956, 1957, 1958)
- Torneo olimpico: 1
Naz. statunitense: 1956